# 9511 Klingsor
9511 Klingsor (5051 T-3) là một tiểu hành tinh vành đai chính.